# 科兹马·多米尼克
科兹马·多米尼克（匈牙利語：Kozma Dominik，1991年4月10日—）生于英国苏格兰邓弗姆林，是一名匈牙利男子游泳运动员，主攻自由泳。他的父亲伊什特万是一名曾效力于利物浦俱乐部的前足球选手。他在幼儿园时开始接触游泳，六七岁时，他被父亲带到一家足球学校，尽管他在足球上展现出一定的能力，他最终仍选择游泳。